# Sceaux-d'Anjou
Pour les articles homonymes, voir Sceaux.
Sceaux-d'Anjou est une commune française située dans le département de Maine-et-Loire en région Pays de la Loire.

## Géographie

### Localisation
Commune angevine du Segréen, Sceaux-d'Anjou se situe au sud-est de Thorigné-d'Anjou, sur les routes D 291, Grez-Neuville, et D 74, Thorigné-d'Anjou / Écuillé.
Les communes les plus proches sont Écuillé (3 km), Thorigné-d'Anjou (5 km), Champigné (5 km), Feneu (6 km), Grez-Neuville (6 km), Soulaire-et-Bourg (6 km), Champteussé-sur-Baconne (6 km), Pruillé (7 km), Querré (7 km) et Cheffes (7 km).
Son territoire se situe sur l'unité paysagère des plateaux du Haut Anjou, qui forment la partie Est du Segréen.

### Climat
Pour des articles plus généraux, voir Climat des Pays de la Loire et Climat de Maine-et-Loire.
En 2010, le climat de la commune est de type climat océanique altéré, selon une étude du CNRS s'appuyant sur une série de données couvrant la période 1971-2000. En 2020, Météo-France publie une typologie des climats de la France métropolitaine dans laquelle la commune est exposée à un climat océanique et est dans la région climatique Moyenne vallée de la Loire, caractérisée par une bonne insolation (1 850 h/an) et un été peu pluvieux.
Pour la période 1971-2000, la température annuelle moyenne est de 11,9 °C, avec une amplitude thermique annuelle de 13,9 °C. Le cumul annuel moyen de précipitations est de 684 mm, avec 11,6 jours de précipitations en janvier et 5,9 jours en juillet. Pour la période 1991-2020, la température moyenne annuelle observée sur la station météorologique de Météo-France la plus proche, sur la commune de Montreuil-sur-Loir à 15 km à vol d'oiseau, est de 12,3 °C et le cumul annuel moyen de précipitations est de 697,3 mm,. Pour l'avenir, les paramètres climatiques de la commune estimés pour 2050 selon différents scénarios d'émission de gaz à effet de serre sont consultables sur un site dédié publié par Météo-France en novembre 2022.

## Urbanisme

### Typologie
Au 1er janvier 2024, Sceaux-d'Anjou est catégorisée bourg rural, selon la nouvelle grille communale de densité à sept niveaux définie par l'Insee en 2022.
Elle est située hors unité urbaine. Par ailleurs la commune fait partie de l'aire d'attraction d'Angers, dont elle est une commune de la couronne,. Cette aire, qui regroupe 81 communes, est catégorisée dans les aires de 200 000 à moins de 700 000 habitants,.

### Occupation des sols
L'occupation des sols de la commune, telle qu'elle ressort de la base de données européenne d’occupation biophysique des sols Corine Land Cover (CLC), est marquée par l'importance des territoires agricoles (89,1 % en 2018), en diminution par rapport à 1990 (93,4 %). La répartition détaillée en 2018 est la suivante : 
zones agricoles hétérogènes (57,6 %), prairies (27,4 %), forêts (8,1 %), terres arables (4,1 %), zones urbanisées (2,8 %). L'évolution de l’occupation des sols de la commune et de ses infrastructures peut être observée sur les différentes représentations cartographiques du territoire : la carte de Cassini (XVIIIe siècle), la carte d'état-major (1820-1866) et les cartes ou photos aériennes de l'IGN pour la période actuelle (1950 à aujourd'hui).

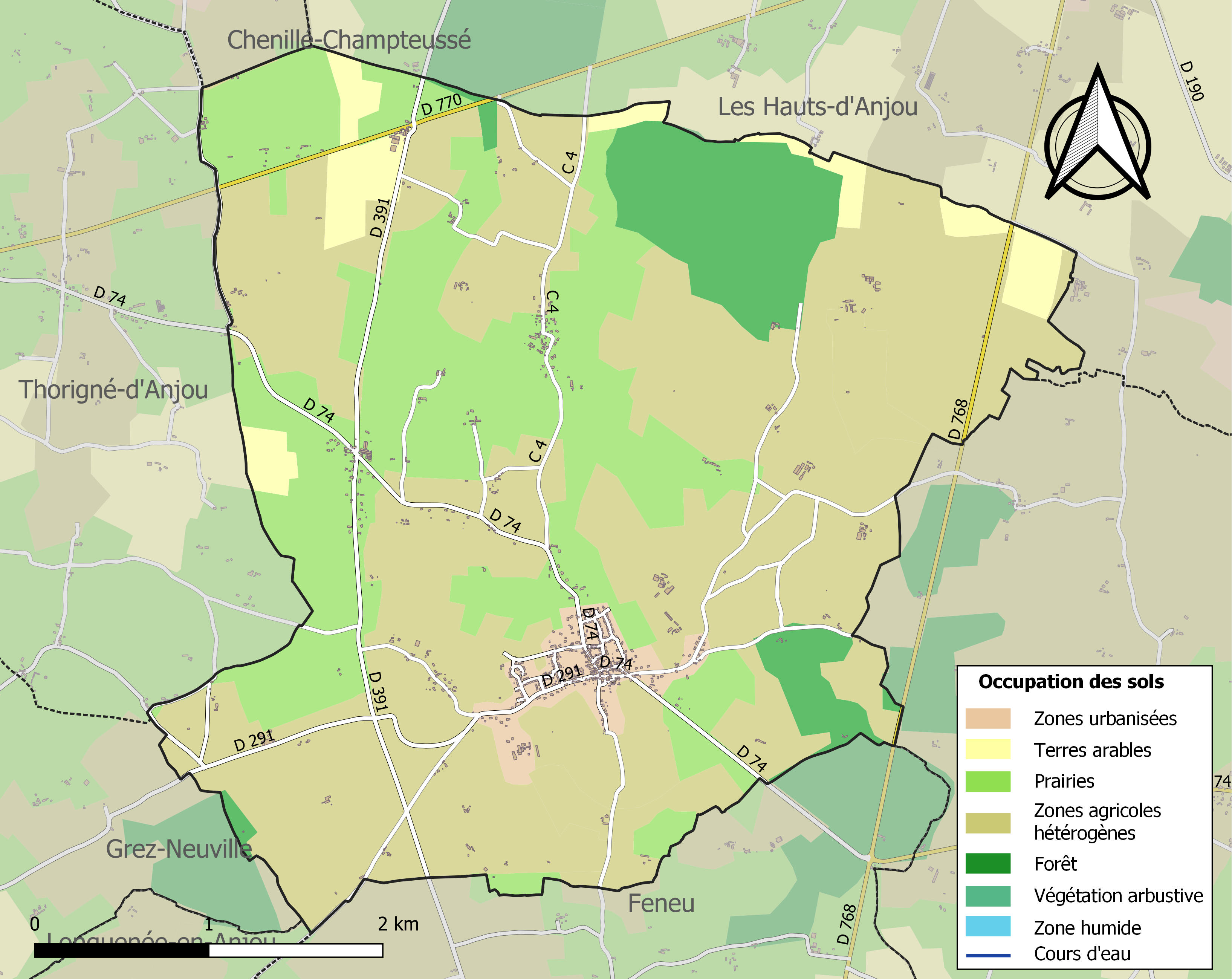
Carte des infrastructures et de l'occupation des sols de la commune en 2018 (CLC).

## Toponymie
Celsum en 1052-1082, Villa de Ceaux en 1299, La ville de Sceaux en 1539,.
Gentillé : Les habitants s'appellent les Salciens et Salciennes.

## Histoire
Des haches polies celtiques ont été découvertes à Launay et à Monquerbut, ainsi qu'une hache plus volumineuse à Princé.
Une première église est fondée au début du XIIe siècle, située à côté du prieuré dont elle sert de chapelle.

## Politique et administration

### Administration municipale
| Période                                  | Période                   | Identité             | Étiquette      | Qualité                               |
| ---------------------------------------- | ------------------------- | -------------------- | -------------- | ------------------------------------- |
| septembre 1790                           |                           | P. Lepicier          |                |                                       |
| 1791, 1792                               |                           | Aubin                |                |                                       |
| 1er fructidor an VIII (19 août 1800)     |                           | Jean Cadeau          |                |                                       |
| 2 janvier 1808                           | (démission)               | Mottais              |                |                                       |
| 9 mai 1808                               |                           | Joseph Fourmi        |                |                                       |
| 15 janvier 1816                          | 1820 (démission)          | François Coquery     |                |                                       |
| 16 décembre 1820                         | 1828 (démission)          | Charles Chassebœuf   |                |                                       |
| 28 mai 1828                              |                           | Joseph-René Touchet  |                |                                       |
| 1834                                     | 1836 (décès)              | François Guerrier    |                |                                       |
| 1836                                     | 1840 (démission)          | Auguste Parrage      |                |                                       |
| 28 février 1841                          |                           | Auguste Brichet      |                |                                       |
| 1876                                     |                           | Urbain Cottin        |                |                                       |
| 1892                                     |                           | Pierre Gentilhomme   |                |                                       |
| 18 août 1903                             |                           | Paul Brichet         |                | Président du Conseil d'arrondissement |
| 2 janvier 1933                           |                           | Joseph Allard        |                |                                       |
| 1945                                     |                           | Antoine Brichet      |                |                                       |
| 1983                                     |                           | René Chartier        |                |                                       |
| 1989                                     | mars 2001                 | Régis de Loture      |                |                                       |
| mars 2001                                | mai 2020                  | Dominique Haurillon, | sans étiquette | Chef d'entreprise                     |
| mai 2020                                 | En cours (au 8 juin 2020) | Joël Esnault         |                |                                       |
| Les données manquantes sont à compléter. |                           |                      |                |                                       |

### Intercommunalité
La commune est membre de la communauté de communes des Vallées du Haut-Anjou. Elle était précédemment membre de la communauté de communes de la région du Lion-d'Angers, elle-même membre du syndicat mixte Pays de l'Anjou bleu, Pays segréen.

## Population et société

### Démographie

#### Évolution démographique
L'évolution du nombre d'habitants est connue à travers les recensements de la population effectués dans la commune depuis 1793. Pour les communes de moins de 10 000 habitants, une enquête de recensement portant sur toute la population est réalisée tous les cinq ans, les populations de référence des années intermédiaires étant quant à elles estimées par interpolation ou extrapolation. Pour la commune, le premier recensement exhaustif entrant dans le cadre du nouveau dispositif a été réalisé en 2005.

En 2022, la commune comptait 1 161 habitants, en évolution de −1,86 % par rapport à 2016 (Maine-et-Loire : +2,12 %, France hors Mayotte : +2,11 %).
| 1793 | 1800 | 1806 | 1821 | 1831 | 1836 | 1841 | 1846 | 1851 |
| ---- | ---- | ---- | ---- | ---- | ---- | ---- | ---- | ---- |
| 553  | 493  | 642  | 702  | 760  | 732  | 716  | 737  | 688  |

| 1856 | 1861 | 1866 | 1872 | 1876 | 1881 | 1886 | 1891 | 1896 |
| ---- | ---- | ---- | ---- | ---- | ---- | ---- | ---- | ---- |
| 755  | 782  | 810  | 815  | 814  | 724  | 714  | 683  | 678  |

| 1901 | 1906 | 1911 | 1921 | 1926 | 1931 | 1936 | 1946 | 1954 |
| ---- | ---- | ---- | ---- | ---- | ---- | ---- | ---- | ---- |
| 648  | 620  | 620  | 502  | 520  | 502  | 501  | 511  | 503  |

| 1962 | 1968 | 1975 | 1982 | 1990 | 1999 | 2005 | 2006 | 2010 |
| ---- | ---- | ---- | ---- | ---- | ---- | ---- | ---- | ---- |
| 488  | 503  | 455  | 607  | 710  | 721  | 764  | 769  | 972  |

| 2015  | 2020  | 2022  | - | - | - | - | - | - |
| ----- | ----- | ----- | - | - | - | - | - | - |
| 1 171 | 1 174 | 1 161 | - | - | - | - | - | - |

#### Pyramide des âges
La population de la commune est relativement jeune.
En 2018, le taux de personnes d'un âge inférieur à 30 ans s'élève à 41,5 %, soit au-dessus de la moyenne départementale (37,2 %). À l'inverse, le taux de personnes d'âge supérieur à 60 ans est de 15,4 % la même année, alors qu'il est de 25,6 % au niveau départemental.
En 2018, la commune compte 613 hommes pour 573 femmes, soit un taux de 51,69 % d'hommes, largement supérieur au taux départemental (48,63 %).
Les pyramides des âges de la commune et du département s'établissent comme suit.
| Hommes | Classe d’âge | Femmes |
| ------ | ------------ | ------ |
| 0,3    | 90 ou +      | 0,5    |
| 2,3    | 75-89 ans    | 2,8    |
| 12,0   | 60-74 ans    | 12,9   |
| 19,1   | 45-59 ans    | 17,5   |
| 22,7   | 30-44 ans    | 27,0   |
| 13,2   | 15-29 ans    | 12,3   |
| 30,3   | 0-14 ans     | 27,0   |

| Hommes | Classe d’âge | Femmes |
| ------ | ------------ | ------ |
| 0,9    | 90 ou +      | 2,1    |
| 7      | 75-89 ans    | 9,5    |
| 16,2   | 60-74 ans    | 16,9   |
| 19,4   | 45-59 ans    | 18,7   |
| 18,2   | 30-44 ans    | 17,5   |
| 18,8   | 15-29 ans    | 17,6   |
| 19,5   | 0-14 ans     | 17,6   |

## Économie
Sur 64 établissements présents sur la commune fin 2010, 31 % relèvent du secteur de l'agriculture (pour une moyenne de 17 % sur le département), 2 % du secteur de l'industrie, 8 % du secteur de la construction, 44 % de celui du commerce et des services et 16 % du secteur de l'administration et de la santé. Fin 2015, sur les 57 établissements actifs, 21 % relèvent du secteur de l'agriculture (pour 11 % sur le département), 5 % du secteur de l'industrie, 9 % du secteur de la construction, 47 % de celui du commerce et des services et 18 % du secteur de l'administration et de la santé.

## Culture locale et patrimoine

### Lieux et monuments
- Le château de Launay[32].

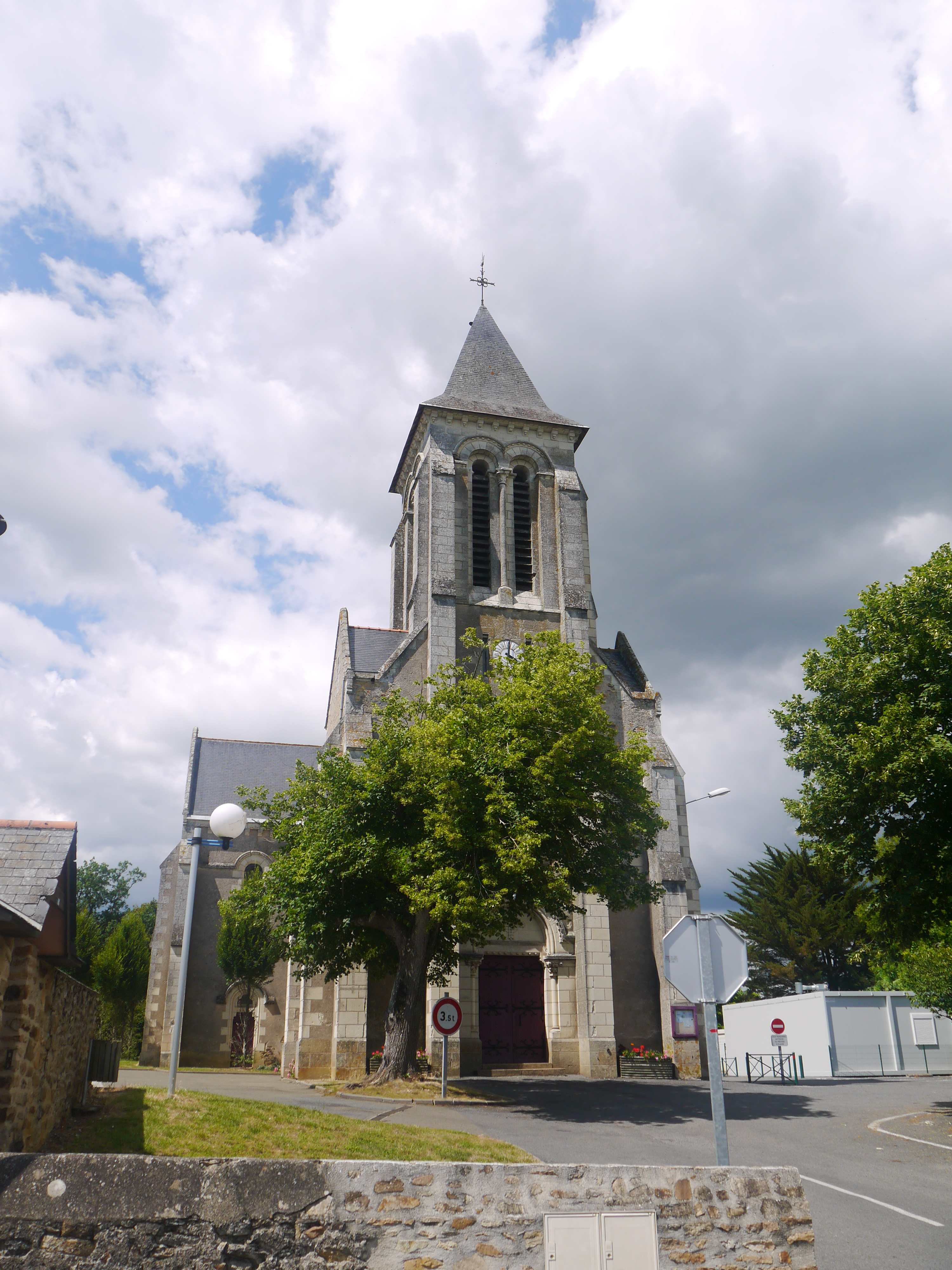
L'église Saint-Martin-de-Vertou.

- L'église Saint-Martin-de-Vertou, du XIXe siècle[18]

### Personnalités liées à la commune
- Marie de La Roche-Guyon (vers 1434-1498) fut dame de Sceaux-d'Anjou.